# Joris Vanhaelewyn
Joris Maurits Vanhaelewyn (Brugge, 13 juni 1936 – aldaar, 4 februari 2022) was een Belgisch pedagoog en ontwikkelingssamenwerker en een Vlaams dichter.

## Levensloop
Hij volgde het secundair onderwijs aan het Koninklijk Atheneum van Brugge en ontving in de retorica 1955-56 de Prijs van de Regering. Hij promoveerde in 1960 aan de Rijksuniversiteit Gent tot licentiaat in de pedagogische wetenschappen.
Zijn beroepsloopbaan omvatte:
- Rijksuniversiteit Gent, assistent aan het Seminarie en Laboratorium voor Psychologische en Experimentele Pedagogiek (1960-1965). Hij volgde er het postgraduaat specialisatiecyclus voor schoolorganisatie, -directie en -inspectie (1963-64 en 1964-65).
- Lid van de Rijksexamencommissie voor het toekennen van het pedagogisch diploma aan technisch ingenieurs (1961 tot 1964).
- In Burundi: inspecteur de psychopédagogie dans les écoles normales (1965-1975), in het kader van de Belgische ontwikkelingssamenwerking.
- In Rwanda: professeur à l'Institut pédagogique national, in het kader van de Belgische Ontwikkelingssamenwerking (1975-1980).
- Leraar psychopedagogie aan de Rijksnormaalschool Kortrijk (1980-1982).
- Belgische ontwikkelingssamenwerking in Kinshasa (1982)
- Ambtenaar bij het Ministerie van Onderwijs, Brussel (1983-2001).

## Publicaties

### Gedichten
- Variaties op nul en oneindig, 1962.
- Gedichten, 1965.
- Tempelduiven, 1966.
- Gedichten, 1968.
- Gedichten, 1972.
- Tussen steen en beitel, 1975.
- Lege Nissen, 2008.
- Belegde Broodjes, 2010.
- Heidens Huis, 2011
- Zwaar Weer, 2015.
- Kille Heuvels, 2018.

### Pedagogische teksten
- Esthetische opvoeding in de tweede graad lager onderwijs, in: De Tekengids, 1961.
- Literaire analyse van de hoofdgenres uit de kinderlectuur in verband met de psychologie van het kind, in: Jeugdboekengids, 1961.
- Bezinning en problemen betreffende de esthetische opvoeding in de tweede graad van het lager onderwijs in België, in: Maandblad Nederlandse vereniging voor tekenonderwijs, Den Haag, 1962.
- Het avonturenverhaal, in: Jeugdboekengids, 1962.
- Het werkelijkheidsecht verhaal, in: Jeugdboekengids, 1963.
- Een onderzoek naar de lectuurvoorkeur van de jongens in de derde graad van het lager onderwijs, in: Persoon en Gemeenschap, tijdschrift, 1963.
- De waarde van het concrete in het onderwijs, in: Persoon en Gemeenschap, tijdschrift, 1966.
- Beeldende expressie in de tweede graad van het lager onderwijs, in: De Tekengids, 1967.
- Formele vorming van de expressievakken, in: De Tekengids, 1967.
- De creativiteit, een inleidende studie, in: Intermensa, maandblad, 1968.
- Creativiteit nu eens niet esthetisch beschouwd, in: De Tekengids, 1969.
- Mogelijkheden van de menselijke ziel, in: Intermensa, maandblad, 1969.

### Literaire onderscheiding
- Prijskamp voor de beste roman 1962 van de provincie West-Vlaanderen. Bijzondere onderscheiding voor de ingezonden roman Zonder logica.

## Voetnota
1. ↑  https://www.ingedachten.be/nl/overlijdensberichten/overlijden-detail/04-02-2022/joris-vanhaelewyn. Gearchiveerd op 8 februari 2022.